# Johannes Stöfer
Johannes Stöfer († 19. März 1499) war Bibliothekar des Klosters St. Gallen.
Als Custos war Johannes Stöfer auch für die Klosterbibliothek zuständig. Mit Ausnahme der Angaben in den Nekrologien fehlen Quellenbelege zu seiner Person.